# ニッケルチタンイエロー
ニッケルチタンイエロー（nickel titanium yellow）は黄色顔料の1つで、別名・ニッケルチタン黄。チタンイエロー（titanium yellow、titan yellow）とも呼ばれるが、有機化合物のクレイトンイエロー（clayton yellow）の別称でもある。チタンニッケルアンチモン黄とチタンニッケルバリウム黄の2種類がある。

## チタンニッケルアンチモン黄
Colour Index Generic NameはPigment Yellow 53である。1946年に工業化された比較的新しい顔料で、セラミック顔料のクロムチタンイエローによく似た顔料である。ただしクロムチタンイエローと異なりオレンジ色がかった色合いではなく、淡い黄色である。
化学組成はTiO2-NiO-Sb2O3の3成分系で、ルチル型酸化チタン（TiO2）の結晶格子の中にニッケルおよびアンチモン原子を熱拡散させ、黄色に発色させた固溶体である。メタチタン酸に水酸化ニッケル（Ni(OH)2）、三酸化アンチモン（Sb2O3）を配合し、800℃に加熱して製造する。アンチモンはSb5+イオンとなり、三重ルチル型のNiSb2O6となってTiO2に固溶している。
耐光性・耐候性・耐アルカリ性・耐酸性・耐石灰性・耐熱性のすべてに優れ、特に耐熱性に関しては約1000℃まで耐えられる。隠蔽力も大きいが、着色力が小さいのが欠点である。ゴムやプラスチックの着色、塗料や絵具に用いられる。クロムチタンイエローと異なりセラミックの分野では使われない。

## チタンニッケルバリウム黄
Colour Index Generic NameはPigment Yellow 157である。チタン・ニッケル・バリウムの酸化物の固溶体であり、チタンニッケルアンチモン黄より鮮やかな黄色で、やや緑味を帯びている。ホルベイン工業ではチタンニッケルバリウム黄を使って油絵具のニッケルイエロー（nickel yellow）を製造していたが、チタンニッケルバリウム黄の製造中止に伴いニッケルイエローも生産中止となった。